# 帕罗格雷站
帕罗格雷站是里加-陶格夫匹尔斯铁路线上的一个火车站，位于奥格雷站和茨埃姆佩站之间；车站建于1931年，附近的居民点是奥格雷镇。